# Equus andium
Equus andium es un mamífero perisodáctilo extinto de la familia Equidae y del género Equus que vivió en el Pleistoceno de América del Sur. Su tamaño era inferior al caballo doméstico actual.

## Distribución
Esta especie fue descrita de Ecuador, y está restringida allí al corredor interandino de los Andes ecuatorianos. Estratigráficamente se lo ha encontrado en la formación Cancagua. También se lo ha citado en Colombia, Venezuela,Chile y Perú
Chile
- Región de Coquimbo
  - Valle de Elqui

Colombia
- Sabana de Bogotá

Ecuador
- Chalám.
- Quebrada de Otón
- Quebrada Colorada, Punín.

Venezuela(en depósitos asfálticos del Pleistoceno superior).
- sitio Barbacoas, estado Lara.

Perú
- Aguada de Lomas (Arequipa)
- cerro de Muyu Orcco (Cusco)

## Características
Es una especie pequeña, maciza, y de patas cortas, y robustas, con mayor acortamiento del radio y de los metápodos. Región preorbital y nasal algo estrechas y excavadas, sin llegar a ser una verdadera fosa preorbital. Una característica única entre las especies del género, pero presente en Hippidion, es que los cóndilos occipitales están separados ventralmente.
Específicamente de Equus santaeelenae, se separa por el menor rizado en el esmalte de los dientes superiores. Con respecto al esqueleto postcraneal, en ambas especies es similar en morfología, pero es más pequeño y débil en Equus andium. El radio y los metápodos son acortados longitudinalmente de igual modo en ambas especies, pero en Equus andium son más angostos y livianos.

## Hábitos y causas de su extinción
Seguramente habitaban en espacios abiertos de estepas, praderas, o sabanas, en pequeños grupos que pastarían siempre atentos al peligro que representaban los variados predadores carnívoros. Su dieta era herbívora.
Vivió hasta el final del Pleistoceno o el Holoceno temprano, por lo que convivió durante algunos milenios con las primeras oleadas humanas llegadas a América del Sur, es decir los primitivos amerindios. Estos, según los especialistas, ejercieron una presión cazadora que podría haber afectado su equilibrio poblacional, lo que podría ser una de las causas de su extinción.

## Taxonomía
Esta especie fue descrita originalmente por Wilhelm Branco en el año 1883. Lo hizo mediante una mandíbula que depositó en el «Mineralogischen Museum» de la Universidad de Berlín, aunque se ha perdido. Fue reemplazado por el Lectotipo V-78 depositado en el MEPN de Quito, Ecuador, el cual Spillman en el año 1938 empleó para describir a Neohippus rivadeneira.
Equus andium integra el género Equus, y dentro de él, el subgénero Amerhippus, el cual agrupa a las 5 paleoespecies de dicho género que vivieron en el Pleistoceno de América del Sur.
Este taxón intermedio fue creado primeramente como género por el paleontólogo francés Robert Hoffstetter en el año 1950. Dos años después, en 1952, lo transfiere como subgénero de Equus.
El biocrón de este subgénero cubre el lapso Ensenadense-Lujanense. Se distribuyó desde Colombia hasta la provincia de Buenos Aires, en el centro de la Argentina.